# Gái giang hồ (phim)
Gái giang hồ (tiếng Hàn: 타짜; Romaja: Tajja) là một bộ phim nói về bài bạc Hàn Quốc 2006 của đạo diễn Choi Dong-hoon dựa trên manhwa cùng tên của Huh Young-man và Kim Se-yeong. Sản xuất bởi Sidus FNH và phát hành bởi CJ Entertainment, câu chuyện xoay quanh một nhóm lang bạt chơi bài trong Hwatu (tiếng Hàn: 화투; Hanja: 花鬪; lit. Trận chiến bài Hoa).

## Phân vai
- Jo Seung-woo vai Kim Goni
- Kim Hye-soo vai Madam Jeong
- Yoo Hae-jin vai Ko Gwang-ryeol
- Baek Yoon-sik vai ông Pyeong
- Kim Yoon-seok vai Agui
- Kim Eung-soo vai Kwak
- Kim Sang-ho vai Park Moo-seok
- Lee Soo-kyung vai Hwa-ran
- Kim Jung-nan vai Se-ran
- Huh Young-man vai cameo

## Phát hành
5 Points Pictures mang 2 đĩa DVD phát hành ở Bắc Mỹ vào ngày 18 tháng 9 năm 2012.

## Giải thưởng và đề cử
Blue Dragon Film Awards 2006
- Nữ diễn viên xuất sắc nhất – Kim Hye-soo
- Quay phim xuất sắc nhất – Choi Yeong-hwan
- Đề cử – Phim xuất sắc nhất
- Đề cử– Đạo diễn xuất sắc nhất– Choi Dong-hoon
- Đề cử– Diễn viên phụ xuất sắc nhất– Kim Yoon-seok
- Đề cử – Best Visual Effects

Asian Film Awards 2007
- Đề cử – Nữ diễn viên xuất sắc nhấy– Kim Hye-soo

Baeksang Arts Awards 2007
- Đạo diễn xuất sắc nhất– Choi Dong-hoon
- Giải nhất
- Đề cử– Phim xuất sắc nhất
- Đề cử – Diễn viên xuất sắc nhất– Jo Seung-woo
- Đề cử– Nữ diễn viên xuất sắc nhất– Kim Hye-soo

Grand Bell Awards 2007
- Diễn viên phụ xuất sắc nhất – Kim Yoon-seok
- Hóa trang xuất sắc nhất
- Đề cử – Nữ diễn viên xuất sắc nhất– Kim Hye-soo
- Đề cử – Đạo diễn xuất sắc nhất – Choi Dong-hoon
- Đề cử – Quay phim xuất sắc nhất– Choi Yeong-hwan
- Đề cử – Biên tập xuất sắc nhất

Korea Movie Star Awards 2007
- Diễn viên xuất sắc nhất – Jo Seung-woo
- Nữ diễn viên xuất sắc nhất – Kim Yoon-seok
- Nam diễn viên phụ xuất sắc nhất - Kim Yoon-seok

Korean Film Awards 2007
- Biên tập xuất sắc nhất
- Đề cử– Phim xuất sắc nhất
- Đề cử– Diễn viên xuất sắc nhất– Jo Seung-woo
- Đề cử– Nữ diễn viên xuất sắc nhất – Kim Hye-soo
- Đề cử– Đạo diễn xuất sắc nhất– Choi Dong-hoon
- Đề cử– Quay phim xuất sắc nhất – Choi Yeong-hwan

Newport Beach Film Festival 2007
- Đạo diễn xuất sắc nhất– Choi Dong-hoon
- Jury Award – Chủ đề xuất sắc nhất
- Jury Award – Nữ diễn viên xuất sắc nhất – Kim Hye-soo
- Jury Award – Diễn viên chủ đề xuất sắc nhất– Jo Seung-woo